# Feng Jü-hsziang
Feng Jü-hsziang (egyszerűsített kínai: 冯玉祥, tradicionális kínai: 馮玉祥, pinjin: Féng Yùxíang, 1882. november 6. – 1948. szeptember 1.) kínai hadúr volt a Kínai Köztársaságban. Becenevei a Keresztény tábornok és Áruló tábornok voltak, előbbi katonái megtérítésére tett buzgalma, utóbbi pedig azért, mert többször váltott oldalt a különféle konfliktusok idején. 1911-ben Jüan Si-kaj hadseregében szolgált tisztként, azonban mégis a felkelők oldalára állt a Csing-dinasztia ellenében. Vu Pej-fu Cseli klikkjében gyorsan lépett előre a ranglétrán, azonban utóbb mégis Csang Co-lin oldalára állt, és a pekingi puccs folyamán megbuktatta az elnököt, Cao Kunt, ezzel felszámolva a klikket, mint hatalmi tényezőt. Ezután Peking városába hívta Szun Jat-szent, majd csatlakozott a Kuomintanghoz is. A pártot támogatta az északi hadjárat folyamán és Csang Kaj-sek vértestvérévé fogadta, ám ennek ellenére szembehelyezkedett vele, és a közép-síksági háborúban vereséget szenvedett. A későbbi éveiben a Kuomintang balszárnyát támogatta, amely hajlandó volt együttműködni a kommunistákkal. 1948-ban halt meg a Fekete-tengeren, amikor az őt szállító hajón tűz ütött ki.

## Karrierje kezdete

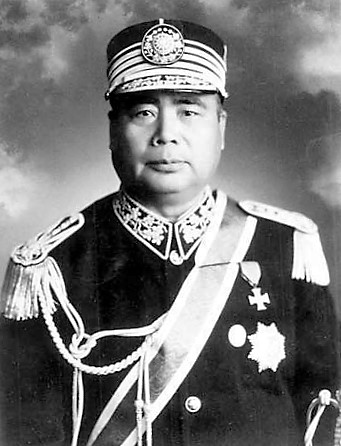
Feng díszegyenruhában

1882. november 6-án született Anhuj tartományban. Apja a Csing Császári Hadsereg tisztje volt, ez pedig kijelölte a fiú további pályafutását. 1896-ban, 14 évesen csatlakozott ő is a hadsereghez, mint helyettes katona (副兵, Fu Bing). Ez a legalacsonyabb rangnak számított a seregen belül, és ezek a katonák csak egyenruhát és ételt kaptak, fizetést nem. Két év alatt Feng sikeresen felküzdötte magát a reguláris katonák közé, és így már fizetést is kapott. Bajtársaival ellentétben ő nem játszotta el a fizetését, hanem félretette, és ennek egy részével a bajbajutott társait, különösen a helyettes katonákat segítette. Mivel keményen dolgozott és ambiciózus volt, így 1902-ben Jüan Si-kaj újonnan szerveződő modern hadseregébe, a Pejjang Hadseregbe helyezték át.
Az 1911-es hszinhaj forradalom idején Feng csatlakozott a luancsoui felkelőkhöz és támogatta a dél-kínai lázadókat. A Pejjang Hadsereg azonban sikeresen leverte a luancsoui felkelést, Fenget pedig bebörtönözték. 1914-ben kapta vissza katonai rendfokozatát és a következő években Jüan Si-kaj kormányát szolgálta. 1914 júliusában dandárparancsnokként segített elfojtani egy parasztfelkelést Henan és Senhszi tartományokban. A nemzetvédelmi háború idején Szecsuanba küldték, hogy megütközzön a Jüan-ellenes erőkkel, ám ő titokban tárgyalásokat folytatott a felkelők vezetőjével, Caj O-val. 1917 áprilisában megfosztották minden rendfokozatától, azonban katonái mégis hűségesek maradtak hozzá. Csapataival segített legyőzni Csang Hszünt, és így második alkalommal is megfosztották trónjától Pu Ji császárt. Ezután visszakapta korábbi rangját. 1921-ben egy hadosztály vezetését bízták rá Senhsziben.

## Áttérése a kereszténységre
Feng, mint sok más fiatal tiszt, forradalmi akciókban vett részt, és árulásért majdnem ki is végezték. 1914-ben csatlakozott ismét Jüan Si-kaj hadseregéhez, és ekkor tért át a keresztény hitre, a Püspöki Methodista Egyházba betérve. Feng hadúri karrierje 1916-ban, nem sokkal Jüan halála után kezdődött. Ő azonban élesen elhatárolta magát a többi militarista vezetőtől, mivel seregében tilos volt a prostitúció, a szerencsejáték, az ópium és a morfium kereskedelem. 1919-től kezdve Keresztény tábornok néven emlegették.
Hírhedt volt még arról, hogy szerette katonáit megkeresztelni, méghozzá egy tűzoltótömlő vízével. Azonban semmi hasonlóról nem olvashatunk életrajírójának, James E. Sheridan-nek vagy Marshall Broomhall keresztény misszionáriusnak műveiben. Mindketten azt állítják, a keresztelést igen komolyan vette Feng, de katonái közül nem mind volt megkeresztelve.

## Felemelkedése

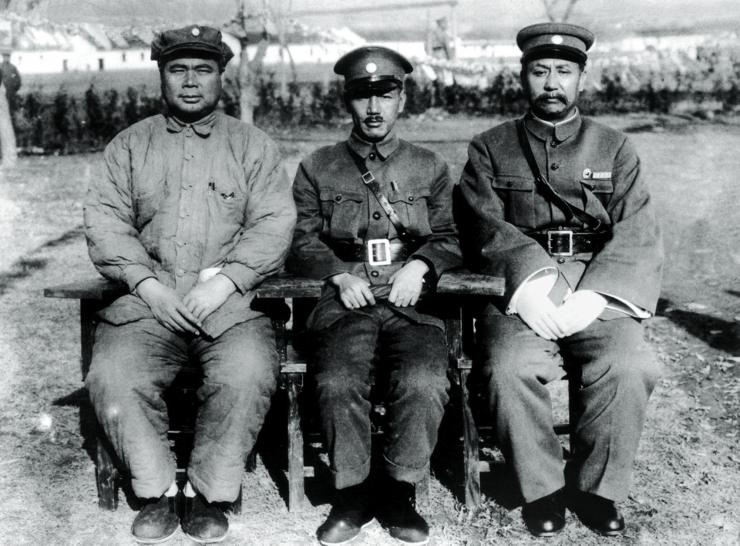
Feng Jü-hsziang, Csang Kaj-sek és Jen Hszi-san, nem sokkal a közép-síksági háború előtt

Az 1920-as évek elején Feng a Cseli-klikk haduraihoz csatlakozott. 1922-ben részt vett az első Cseli–Fengtien háborúban, amelyben győzelmet arattak a Fengtien-klikk vezetője, Csang Co-lin felett. Ebben az időszakban kezdett Feng közelebb kerülni a Szovjetunióhoz.
Vu Pej-fu, a Cseli-klikk egyik vezető embere lefokoztatta Fenget, és Peking külvárosának védelmére rendelte. 1923-ban nagy hatást gyakorolt rá Szun Jat-szen és két tiszttársával, Hu Csing-jivel és Hszüe Jüével együtt titokban puccsra készült a pekingi katonai kormányzat ellen. A megfelelő időpont 1924-ben, a második Cseli–Fengtien háború idején érkezett el, amikor Doihara Kendzsi japán tiszt közvetítésével Csang oldalára állt. Cserébe az árulásért egymillió jent kapott, amelynek segítségével október 23-án végrehajtotta a pekingi puccsot, amely Cao Kun elnök uralmának végét jelentette. A puccs hatására Santung hadura, Csang Cung-Csang is a Fengtien-klikk mellé állt, ezzel végleg megpecsételve a Cseli-klikk sorsát. Feng azonnal radikális változtatásokat eszközölt Kínában. Lemondatta a korrupt Cao Kun elnököt, a helyére a sokkal liberálisabb beállítottságú Huang Fut helyezve. Kiűzte Pu Jit, az utolsó kínai császárt a Tiltott Városból, és Pekingbe hívta Szun Jat-szent, hogy újjáélessze a köztársaságot és egyesítse a nemzetet. Szun betegsége ellenére Pekingbe utazott, és 1925 áprilisában ott halt meg.
Feng hadseregét átnevezte Kuomincsünné, vagyis Nemzeti Néphadsereggé. Hogy ellen tudjon állni a szomszédos hadúri frakciók nyomásának, az elnöki székbe Tuan Csi-zsujt hívta meg. Ennek ellenére 1926 januárjában vereséget szenvedett a Fengtien-ellenes háborúban. Fel kellett adnia Peking városát, és Csangcsiakou városába vonult vissza, ahol serege Északnyugati Hadsereg néven vált ismertté. Augusztusban a Szovjetunióba utazott és csak szeptemberben tért vissza onnan. Ekkor belépett a Kuomintangba. Feng a pártot támogatta az északi hadjárat alatt, és a Kuomincsünt beolvasztotta a Nemzeti Forradalmi Hadseregbe. A hadjárat folyamán Északközép-Kína nagy része Feng ellenőrzése alá került, Csang Co-lin pedig kénytelen volt visszavonni csapatait Mandzsúriába.
1929-re Feng egyre inkább elégedetlenné vált Csang Kaj-sek kormányával, így Jen Hszi-sannal és Li Cung-zsennel közösen összefogtak, hogy megdöntsék az uralmát. A közép-síksági háborúban azonban vereséget szenvedtek.

## Bukása

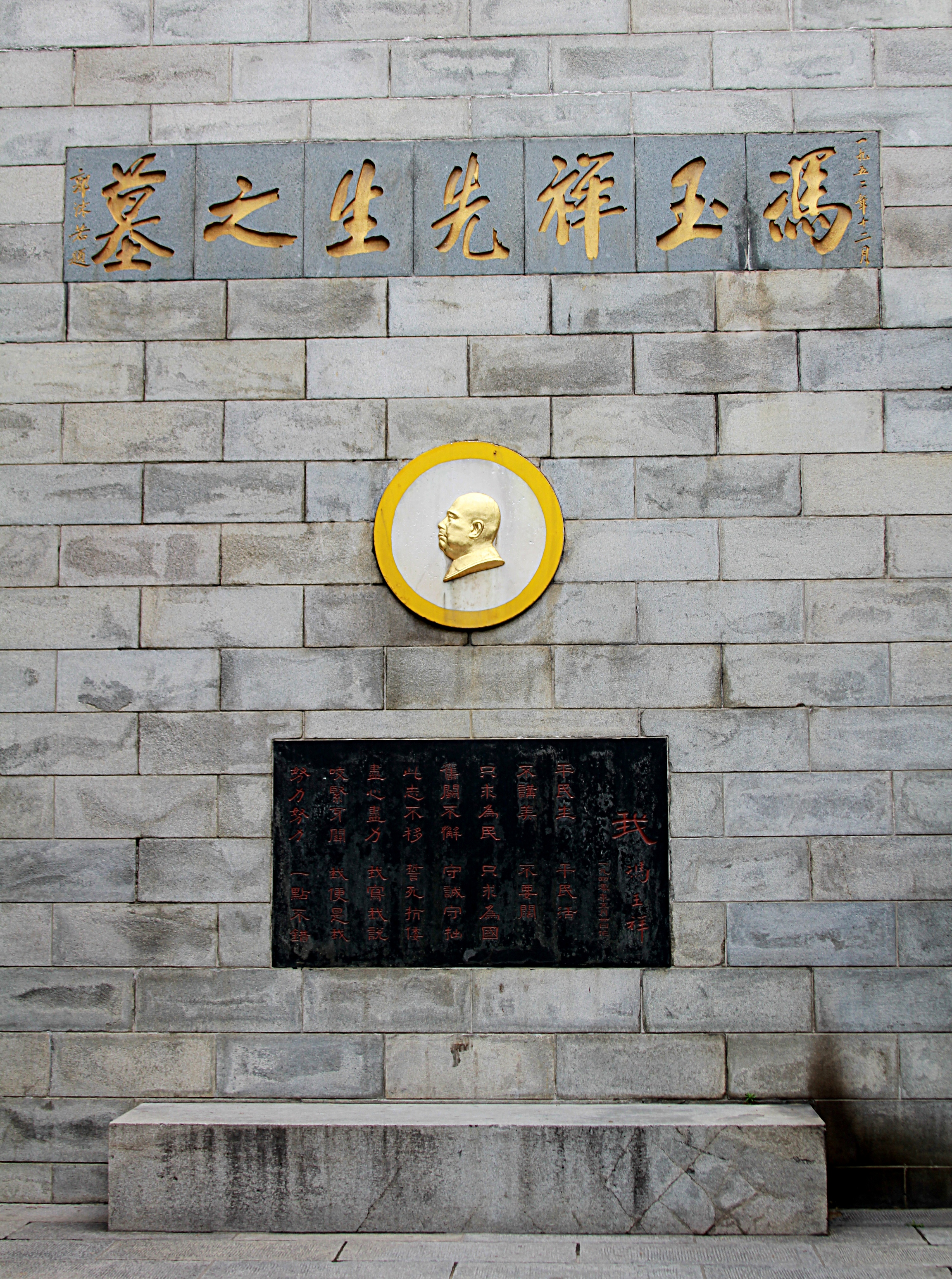
Feng Jü-hsziang sírja

Katonai hatalmától megfosztva csupán szavakban tudta támadni Csang kormányát, amiért az komoly harc nélkül átengedte Mandzsúriát a japánoknak. 1933. május 26-án a Csahari Népi Japán-ellenes Hadsereg vezetője lett. Mintegy 100 000 ember felett rendelkezett, így csapatai júliusra kiszorították a japán és mandzsukuoi erőket Csahar tartományból. Július végén bizalmi embereivel megalakította a Négy Északkeleti Tartomány Visszaszerzésének Bizottságát. Csang Kaj-sek, attól való félelmében, hogy a Japán-ellenes hadsereg kommunista befolyás alá kerül, 60 000 katonát küldött a sereg ellen. Feng, aki így két tűz közé került, inkább lemondott és Tajan városába vonult vissza.

## Késői évei
1935 és 1945 között ismét a Koumintangot támogatta, és különféle pozíciókat töltött be a kormányban. 1935 októberében Csang felkérte, hogy legyen a Nemzeti Katonai Tanács alelnöke. A névleges hatalommal járó pozíciót 1938-ig töltötte be, utána egészen 1945-ig a Tanács tagja maradt. A hsziani incidens idején, amikor Csang Kaj-seket a volt mandzsúriai hadúr, Csang Hszüe-liang fogságba ejtette és átadta a kommunistáknak, Feng követelte Csang azonnali szabadon bocsátását. A második kínai–japán háború idején hadseregparancsnokként tevékenykedett.
Feng maga sosem volt kommunista, ám élete vége felé már közel állt hozzájuk. 1948. szeptember 1-jén halt meg a Fekete-tengeren egy hajótűzben, miközben útban volt a Szovjetunióba. Egyes hírek szerint meggyilkolták, ám ezt sosem sikerült bizonyítani.
A kínai kommunisták „jó hadúr”-nak nevezték Fenget, és maradványait 1953-ban, Kínában helyezték végső nyugalomra, a Santungbeli Taj-hegyen. Az özvegye később egészségügy-miniszter lett a Kínai Népköztársaságban.

### Fordítás
- Ez a szócikk részben vagy egészben  a   Feng Yuxiang című angol Wikipédia-szócikk ezen változatának fordításán alapul.  Az eredeti cikk szerkesztőit annak laptörténete sorolja fel. Ez a jelzés csupán a megfogalmazás eredetét és a szerzői jogokat jelzi, nem szolgál a cikkben szereplő információk forrásmegjelöléseként.